# Овей, Эсмонд
Эсмонд Овей (англ. Esmond Ovey; 1879 — 1963) — дипломат Великобритании.

## Биография
Учился в Итонском колледже.
В 1925—1929 годах посланник Великобритании в Мексике.
В 1929—1933 посол Великобритании в СССР.
На годы его работы в СССР пришёлся голод 1932—1933 годов. В сообщении в Форин-офис от 05.03.1933 писал: "...Кубань... как мне сообщают... напоминает военный лагерь в пустыне — ни работы, ни зерна, ни скота, ни одной тягловой лошади, только праздные крестьяне и солдаты... схожая ситуация наблюдается на Украине".
После работал послом Великобритании в Бельгии в 1934—1937 годах, Аргентине, Парагвае.
Был женат дважды, первый раз на дочери американского контр-адмирала, второй раз на француженке.
Рыцарь Великого Креста ордена Святого Михаила и Святого Георгия.
Лейтенант Королевского Викторианского ордена.